# De wereld (Goldband)
De wereld is een lied van de Nederlandse band Goldband. Het werd in 2020 als single uitgebracht en stond in 2021 als tweede track op het album Betaalbare romantiek. 

## Achtergrond
De wereld is geschreven door Boaz Kok, Karel Gerlach en Milo Driessen en geproduceerd door Gerlach en Wieger Hoogendorp. Het is een lied dat kan worden ingedeeld in de genres disco en nederpop. In het lied zingen de artiesten over hoe ze de intentie hebben om milieubewust willen leven, maar dat ze ook leuke dingen willen doen die dan niet goed voor de wereld zijn. 3voor12 omschreef het als een "ode aan hypocriete wereldverbeteraars".

## Hitnoteringen
Er waren geen noteringen in de hitlijsten in Nederland, maar de band had bescheiden succes met het lied in Vlaanderen. Het werd hier in de Ultratip 100 getipt voor de Vlaamse Ultratop 50.